# Generation ex
Generation ex är den tredje singeln från den svenska rockgruppen Kents album Tillbaka till samtiden. Singeln släpptes den 7 april 2008. I låten, skriven av Joakim Berg och Martin Sköld, bidrar även sångerskan Camela Leierth med sång. Den 27 april 2008 gjordes ett misslyckat försök att få in låten på Svensktoppen . Låten blev nummer 22 på Trackslistans årslista för 2008.

## Låtlista
1. Generation ex - 4:22
2. Berlin (Simon Brenting Remix) - 6:45
3. Det kanske kommer en förändring - 5:26

## Listplaceringar
| Lista (2008) | Topplacering |
| ------------ | ------------ |
| Sverige      | 9            |